# Neobrachiella ramosa
Neobrachiella ramosa is een eenoogkreeftjessoort uit de familie van de Lernaeopodidae. De wetenschappelijke naam van de soort is voor het eerst geldig gepubliceerd in 1880 door Richiardi.